# Maurizio Monti (politico)
Maurizio Monti (Como, 17 luglio 1911 – 13 gennaio 1983) è stato un politico italiano.

## Biografia
Laureato in scienze economiche e commerciali e dirigente d'azienda, fu deputato della Democrazia Cristiana, rimase in carica per due legislature consecutive, dal 1968 al 1976.